# Pattinaggio di velocità ai XXII Giochi olimpici invernali - Inseguimento a squadre femminile
Tra le competizione del pattinaggio di velocità che si sono tenute ai XXII Giochi olimpici invernali di Soči (in Russia) c'è stata la gara ad inseguimento a squadre femminile. L'evento si è disputato il 22 febbraio.
Detentrice del titolo era la nazionale tedesca, che aveva vinto nella precedente edizione di Vancouver 2010 (in Canada), con le seguenti atlete: Daniela Anschütz-Thoms, Stephanie Beckert, Anni Friesinger-Postma e Katrin Mattscherodt, precedendo la nazionale giapponese (medaglia d'argento) e quella polacca (medaglia di bronzo).
Campionesse olimpiche si sono laureate le pattinatrici della nazionale olandese: Jorien ter Mors, Marrit Leenstra, Ireen Wüst e Lotte van Beek, che hanno preceduto la nazionale polacca, medaglia d'argento, e quella russa, medaglia di bronzo.

## Risultati

### Quarti di finale
| Pos.               | Nazione       | Atlete                                                      | Tempo   | Distacco | Note         |
| ------------------ | ------------- | ----------------------------------------------------------- | ------- | -------- | ------------ |
| Quarto di finale 1 |               |                                                             |         |          |              |
| 1                  | Russia        | Ol'ga Graf Ekaterina Lobyševa Julija Skokova                | 3'01"53 |          | Semifinale 1 |
| 2                  | Canada        | Kali Christ Christine Nesbitt Brittany Schussler            | 3'02"06 | +0"53    | Finale C     |
| Quarto di finale 2 |               |                                                             |         |          |              |
| 1                  | Polonia       | Katarzyna Bachleda-Curuś Natalia Czerwonka Luiza Złotkowska | 3'02"12 |          | Semifinale 1 |
| 2                  | Norvegia      | Hege Bøkko Mari Hemmer Ida Njåtun                           | 3'05"13 | +3"01    | Finale D     |
| Quarto di finale 3 |               |                                                             |         |          |              |
| 1                  | Giappone      | Misaki Oshigiri Maki Tabata Nana Takagi                     | 3'03"99 |          | Semifinale 2 |
| 2                  | Corea del Sud | Kim Bo-reum Noh Seon-yeong Yang Shin-young                  | 3'05"28 | +1"29    | Finale D     |
| Quarto di finale 4 |               |                                                             |         |          |              |
| 1                  | Paesi Bassi   | Jorien ter Mors Lotte van Beek Ireen Wüst                   | 2'58"61 |          | Semifinale 2 |
| 2                  | Stati Uniti   | Brittany Bowe Heather Richardson Jilleanne Rookard          | 3'02"21 | +3"60    | Finale C     |

### Semifinali
| Pos.         | Nazione     | Atlete                                                      | Tempo   | Distacco | Note     |
| ------------ | ----------- | ----------------------------------------------------------- | ------- | -------- | -------- |
| Semifinale 1 |             |                                                             |         |          |          |
| 1            | Polonia     | Katarzyna Bachleda-Curuś Natalia Czerwonka Luiza Złotkowska | 3'00"60 |          | Finale A |
| 2            | Russia      | Ol'ga Graf Ekaterina Lobyševa Julija Skokova                | 3'02"09 | +1"49    | Finale B |
| Semifinale 2 |             |                                                             |         |          |          |
| 1            | Paesi Bassi | Marrit Leenstra Jorien ter Mors Ireen Wüst                  | 2'58"43 |          | Finale A |
| 2            | Giappone    | Misaki Oshigiri Ayaka Kikuchi Nana Takagi                   | 3'10"19 | +11"76   | Finale B |

### Finali
| Pos.     | Nazione       | Atlete                                                      | Tempo   | Distacco |
| -------- | ------------- | ----------------------------------------------------------- | ------- | -------- |
| Finale A |               |                                                             |         |          |
|          | Paesi Bassi   | Marrit Leenstra Jorien ter Mors Ireen Wüst                  | 2'58"05 |          |
|          | Polonia       | Katarzyna Bachleda-Curuś Katarzyna Woźniak Luiza Złotkowska | 3'05"55 | +7"50    |
| Finale B |               |                                                             |         |          |
|          | Russia        | Ol'ga Graf Ekaterina Lobyševa Julija Skokova                | 2'59"73 |          |
| 4        | Giappone      | Misaki Oshigiri Maki Tabata Nana Takagi                     | 3'02"57 | +2"84    |
| Finale C |               |                                                             |         |          |
| 5        | Canada        | Ivanie Blondin Kali Christ Brittany Schussler               | 3'02"04 |          |
| 6        | Stati Uniti   | Brittany Bowe Heather Richardson Jilleanne Rookard          | 3'03"77 | +1"73    |
| Finale D |               |                                                             |         |          |
| 7        | Norvegia      | Hege Bøkko Camilla Farestveit Ida Njåtun                    | 3'08"35 |          |
| 8        | Corea del Sud | Kim Bo-reum Noh Seon-yeong Yang Shin-young                  | 3'11"54 | +3"19    |

Data: Sabato 22 febbraio 2014

Ora locale: 17:30

Sito:

Legenda:
- DNS = non partito (did not start)
- DNF = prova non completata (did not finish)
- DSQ = squalificato (disqualified)
- Pos. = posizione